# 원티드 (오스트레일리아의 드라마)
《원티드》(영어: Wanted)는 2016년부터 현재까지 방영된 오스트레일리아의 드라마이다.